# غرايسون هيو
غرايسون هيو (بالإنجليزية: Grayson Hugh)‏ هو مغني وملحن أمريكي، ولد في 30 أكتوبر 1960 في هارتفورد في الولايات المتحدة.

## وصلات خارجية
- الموقع الرسمي
- غرايسون هيو على موقع IMDb (الإنجليزية)
- غرايسون هيو على موقع ميوزك برينز (الإنجليزية)
- غرايسون هيو على موقع ديسكوغز (الإنجليزية)